# Ludvík z Toulouse
Ludvík z Toulouse (francouzsky Louis d'Anjou, italsky Ludovico di Tolosa, únor 1274 Brignoles – 19. srpna 1297) je světec z dynastie Anjouvců.

## Život
Narodil se jako druhorozený syn (a třetí ze čtrnácti potomků) budoucího neapolského krále Karla II. a jeho manželky, uherské princezny Marie, dcery krále Štěpána V.
V čase Ludvíkova narození pobývala rodina v provensálském hrabství a jeho otec se téhož roku v bitvě u Neapole dostal do zajetí aragonského admirála Rogera z Laurie. Po mnoha vyjednáváních byl propuštěn v říjnu 1288 a donucen ke slibu, že nebude používat titul sicilského krále a předal tři ze svých synů včetně Ludvíka jako rukojmí aragonskému králi.
Chlapci byli uvězněni na hradě Moncade u Barcelony a ve věku kolem sedmi let svěřeni do péče normanského vychovatele Guillauma de Manerie z františkánského řádu, který jim měl poskytnout odpovídající vzdělání, a kněze Jeana de Bymareta, budoucího kanovníka ve Forcalquieru. Ludvíkovi se dostalo vzdělání hodné jeho hodnosti prince, ale již v tomto mladém věku ho přitahoval náboženský život. Kolem dvanáctého roku se o chlapce starali dva mniši z řádu svatého Františka: Guillaume de Millard a François Brun, kteří měli rozhodující vliv na povolání mladého Ludvíka.

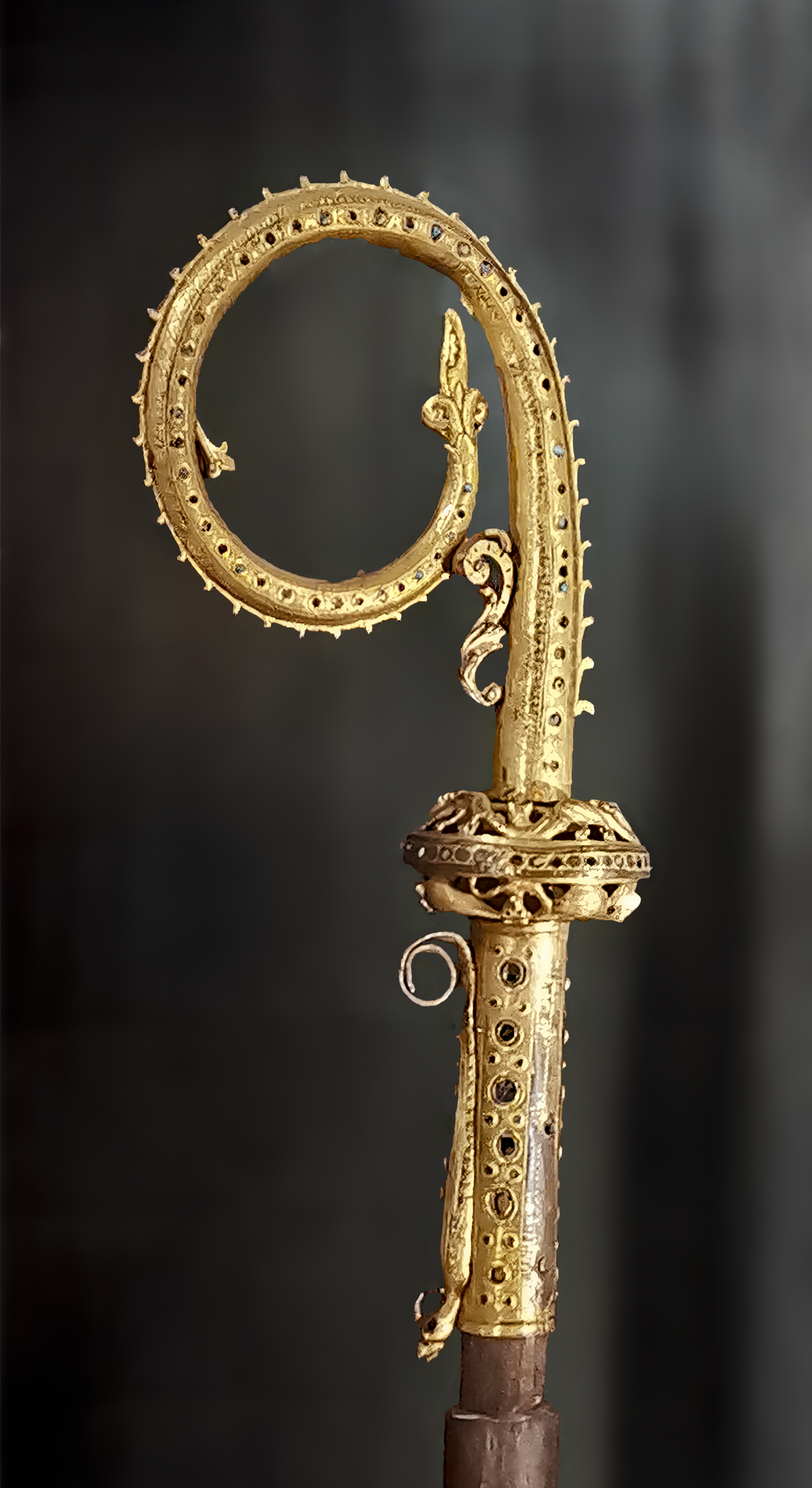
Biskupská berla sv. Ludvíka; bazilika sv. Sernina v Toulouse

31. října roku 1295 byl Ludvík s bratry na základě smlouvy z Anagni propuštěn ze zajetí a po smrti staršího bratra Karla se měl stát následníkem trůnu. Vzdal se nároku ve prospěch mladšího bratra Roberta, namísto koruny vstoupil do františkánského řádu a 23. prosince 1296 přijal slib chudoby, čistoty a poslušnosti a oblékl hábit. 30. prosince 1296 jej papež Bonifác VIII. v bazilice sv. Petra v Římě vysvětil biskupem z Toulouse. 5. ledna 1297 Ludvík opustil město a vykonal okružní cestu, počínaje Neapolí, kde jeho příjezd vzbudil všeobecné nadšení. Na cestu do diecéze jel přes Florencii a Brignoles, pak udělal dlouhou zajížďku přes Paříž, aby se setkal s francouzským králem Filipem IV. Do Toulouse se vrátil v březnu 1297, aby spravoval svou diecézi. Tvrdé podmínky věznění i dlouhé cestování pravděpodobně vedly k rozvinutí jeho onemocnění tuberkulózou.
Zemřel v důsledku nemoci v srpnu 1297 při cestě do Říma, kde se měl zúčastnit kanonizace svého prastrýce Ludvíka IX.

## Svatořečení
Jeho pověst svatosti se rychle šířila, proto biskup z Marseille, Durand de Trésémines požádal papeže Klementa V. o zahájení procesu svatořečení. Roku 1308 byl proces svěřen Guyovi de Neufville, biskupovi ze Saintes, a Raymondovi, biskupovi z Lectoure. V kanonizačním procesu svědčil o Ludvíkově svatém životě františkán Guillaume de Saint-Marcel, který Ludvíka osobn̟ě neznal, kromě rozhovoru těsně před jeho smrtí. Uvedl, že mu Ludvík na smrtelné posteli řekl, že se chce vzdát biskupského úřadu.
7. dubna 1317 zveřejnil papež Jan XXII., (bývalý Ludvíkův úředník z Toulouse), bulu svatořečení, za přítomnosti neapolského krále Roberta I.